# Etang et tourbière de la Demoiselle
Etang et tourbière de la Demoiselle este o arie protejată (sit de importanță comunitară — SCI) din Franța întinsă pe o suprafață de 15 ha, integral pe uscat.

## Localizare
Centrul sitului Etang et tourbière de la Demoiselle este situat la coordonatele 48°00′11″N 6°32′50″E / 48.00306°N 6.54722°E.

## Înființare
Situl Etang et tourbière de la Demoiselle a fost declarat arie specială de conservare în baza directivei 92/43 din 1992 referitoare la conservarea habitatelor naturale și a faunei și florei sălbatice pentru a proteja 1 specie de animale.

## Biodiversitate
Situată în ecoregiunea continentală, aria protejată conține 5 habitate naturale: Ape stătătoare oligotrofe până la mezotrofe, cu vegetație de Littorelletea uniflorae și/sau de Isoëto-Nanojuncetea, Depresiuni pe substraturi de turbă de Rhynchosporion, Păduri de fag Luzulo-Fagetum, Mlaștini împădurite, Turbării active.
La baza desemnării sitului se află o specie protejată de  nevertebrate: libelule (Leucorrhinia pectoralis).
Pe lângă speciile protejate, pe teritoriul sitului au mai fost identificate 8 specii de plante, 1 specie de păsări, 3 specii de amfibieni, 9 specii de nevertebrate.